# Râul Voineșița
Râul Voineșița este un curs de apă, afluent al râului Lotru la Voineșița. Are o lungime de 14,4 km iar bazinul său hidrografic are o suprafață de 85,4 km2.

## Hărți
- Harta Munții Lotrului  Arhivat în 6 mai 2008, la Wayback Machine.